# Zbyněk Pospíšil
Zbyněk Pospíšil (* 19. listopadu 1981) je basketbalista hrající českou Národní basketbalovou ligu za tým NH Ostrava. Hraje na pozici pivota.
Je vysoký 205 cm, váží 99 kg.
S basketbalem se poprvé seznámil v Krnově, odkud pochází.
Je členem širšího kádru české reprezentace.

## Kariéra
- 1999– 2007 : NH Ostrava

## Statistiky
| Sezóna   | Soutěž      | Odehrané minuty | Průměr na zápas | Body | Průměr na zápas |
| -------- | ----------- | --------------- | --------------- | ---- | --------------- |
| 1999/00  | Mattoni NBL | 122.5           | 11.1            | 38   | 3.5             |
| 2000/01  | Mattoni NBL | 846.3           | 26.4            | 267  | 8.3             |
| 2001/02  | Mattoni NBL | 1080.5          | 31.8            | 395  | 11.6            |
| 2002/03  | Mattoni NBL | 1013.5          | 33.8            | 441  | 14.7            |
| 2003/04  | Mattoni NBL | 1196.8          | 34.2            | 534  | 15.3            |
| 2004/05  | Mattoni NBL | 1074.5          | 33.6            | 492  | 15.4            |
| 2005/06  | Mattoni NBL | 586.6           | 29.3            | 283  | 14.2            |
| 2006/07* | Mattoni NBL | 423.1           | 30.2            | 148  | 10.6            |

 *Rozehraná sezóna - údaje k 20.1.2007 